# Can-Can
Can-Can is een Amerikaanse muziekfilm uit 1960 onder regie van Walter Lang.

## Verhaal
In 1896 is het in Parijs verboden om de cancan te dansen. Dat weerhoudt de café-eigenaresse Simone Pistache er toch niet van om de dans op het programma te zetten. Ze kan de wet omzeilen, omdat haar advocaat een corrupte rechter in zijn tang houdt.

## Rolverdeling
| Acteur            | Personage             |
| ----------------- | --------------------- |
| Frank Sinatra     | François Durnais      |
| Shirley MacLaine  | Simone Pistache       |
| Maurice Chevalier | Paul Barriere         |
| Louis Jourdan     | Philipe Forrestier    |
| Juliet Prowse     | Claudine              |
| Marcel Dalio      | André                 |
| Leon Belasco      | Arturo                |
| Nestor Paiva      | Deurwaarder           |
| John A. Neris     | Jacques               |
| Jean Del Val      | Rechter Merceaux      |
| Ann Codee         | President van de liga |

## Filmmuziek
- I Love Paris
- Montmartre
- Maidens Typical of France
- C’est magnifique
- Apache Dance
- C’est magnifique (reprise)
- Live and Let Live
- You Do Something to Me
- Let's Do It
- It's All Right With Me
- Live and Let Live (reprise)
- Come Along With Me
- Just One of Those Things
- Garden of Eden
- It's All Right With Me (reprise)
- Can-Can

## Prijzen en nominaties
| Jaar | Prijs         | Categorie              | Genomineerde(n) | Uitslag     |
| ---- | ------------- | ---------------------- | --------------- | ----------- |
| 1960 | Oscars        | Beste kostuumontwerp   | Irene Sharaff   | Genomineerd |
| 1960 | Oscars        | Beste originele muziek | Nelson Riddle   | Genomineerd |
| 1961 | Golden Globes | Beste muziekfilm       | Walter Lang     | Genomineerd |